# Bill Borders

Zawodnik Oklahoma Sooners

William Dean „Bill” Borders (ur. 3 marca 1930 w Tulsie, zm. 27 stycznia 2022 tamże) – amerykański zapaśnik walczący w stylu wolnym. Olimpijczyk z Helsinek 1952, gdzie zajął jedenaste miejsce w kategorii do 57 kg.
Zawodnik Webster High School w Tulsa i University of Oklahoma. Trzy razy All-American w NCAA Division I (1952–1954). Pierwszy w 1952; drugi w 1951; czwarty w 1950 roku.

## Letnie Igrzyska Olimpijskie 1952
| Konkurencja      | Rundy eliminacyjne | Rundy eliminacyjne             | Rundy eliminacyjne        | Klas. końcowa |
| Konkurencja      | Przeciwnik I       | Przeciwnik II                  | Przeciwnik III            | Miejsce       |
| ---------------- | ------------------ | ------------------------------ | ------------------------- | ------------- |
| 57 kg styl wolny | Paul Hänni (SUI) Z | Mohamed Mehdi Yaghoubi (IRI) P | Raszid Mamedbekow (URS) P | 11.           |